# Schinus roigii
Schinus roigii är en sumakväxtart som beskrevs av Ruiz-leal & Cabrera. Schinus roigii ingår i släktet Schinus och familjen sumakväxter. Inga underarter finns listade i Catalogue of Life.